# Kalcerrytus edwardsi
Kalcerrytus edwardsi är en spindelart som beskrevs av Ruiz, Brescovit 2003. Kalcerrytus edwardsi ingår i släktet Kalcerrytus och familjen hoppspindlar. Inga underarter finns listade i Catalogue of Life.